# Tetsuo Kondo
Testuo Kondo (Japans: 近藤 鉄雄, Kondō Tetsuo) (Nanyo, 11 augustus, 1929 - Tokio, 4 maart 2010) was een Japans politicus.
Kondo was afkomstig uit de prefectuur Yamagata en studeerde economie aan de universiteit van Hitotsubashi en aan de University of California - Berkeley. Hij begon zijn loopbaan bij het Japanse ministerie van financiën en was ook hoofd van het agentschap voor economische planning. Van 1972 tot 1996 was hij parlementslid voor de LDP. Kondo was in 1991-1992 minister van arbeid in de regering van Kiichi Miyazawa.
Zijn zoon Yosuke Kondo is eveneens lid van het Japanse Huis van Afgevaardigden.